# Shaqib al-Salam
Shaqib al-Salam o Segev Shalom (in arabo شقيب السلام‎?, in ebraico שֶׂגֶב שָׁלוֹם‎?; anche Shqeb al-Salam) è una città beduina e un consiglio locale nel distretto Meridionale di Israele, a sud-est di Be'er Sheva. Nel 2017 aveva una popolazione di 9 897 abitanti.
Shaqib fu fondata nel 1979 come parte di un progetto governativo per insediare i beduini del Negev in insediamenti permanenti ed è stato dichiarato consiglio locale nel 1996. È una delle sette township beduine nel deserto del Negev con piani approvati e infrastrutture sviluppate a fianco di Hura, Tel as-Sabi (Tel Sheva), Ar'arat an-Naqab (Ar'ara BaNegev), Lakiya, Kuseife (Kseife) e la città di Rahat, la più grande tra loro.